# 湟源站
湟源站，位于中华人民共和国青海省西宁市湟源县城关镇，是青藏铁路上的火车站，由中国铁路青藏集团有限公司管辖。车站建于1960年，1984年5月1日启用，2009年车站作为西格二线工程的一部分迁入现址，老线车站改名湟源北站。

## 車站周邊
- 华清大酒店
- 池汉村农民文化技术学校
- 湟水河
- 起点农业太阳能脱水蔬菜高科技产业化示范园
- 湟源县农牧和扶贫开发局

## 外部連結
- 中国铁路客户服务中心 （页面存档备份，存于）